# Arthur Sze
Arthur Sze (Inglês /ˈziː/; chinês: 施家彰, pinyin: Shī Jiāzhāng;  nascido em 1 de dezembro de 1950) é um poeta, tradutor e professor norte-americano. Desde 1972, ele publicou dez coleções de poesia. A nona coletânea de Sze, Compass Rose (2014), foi finalista do prêmio Pulitzer Prize for Poetry, 2015. A décima coleção de Sze, Sight Lines (2019), ganhou o National Book Award for Poetry de 2019.
Sze foi o primeiro Poeta Laureado de Santa Fé, Novo México, onde reside e é professor emérito do Institute of American Indian Arts .

## Infância e educação
Sze é um sino-americano de segunda geração, nascido na cidade de Nova York em 1º de dezembro de 1950. Seus pais imigraram inicialmente para os Estados Unidos após a ocupação japonesa da China e permaneceram nos EUA após o reacender da Guerra Civil Chinesa . Ele foi criado em Queens e Garden City, em Long Island . Sze se formou na Escola Lawrenceville em 1968. Entre 1968 e 1970, Sze frequentou o Massachusetts Institute of Technology . Em 1970, ele se transferiu para a Universidade da Califórnia, Berkeley, para estudar poesia.

## Carreira
Seus poemas foram publicados em The American Poetry Review, Boston Review, Conjunctions, The Kenyon Review, Mānoa, The Paris Review, The New Yorker e Virginia Quarterly Review, e foram traduzidos para albanês, chinês, holandês, italiano, romeno, turco e português. Ele é autor de oito livros de poesia, incluindo Compass Rose (Copper Canyon Press, 2014). Este último volume foi finalista do Prêmio Pulitzer de Poesia de 2015.
Ele foi incluído em antologias como Articulations: The Body and Illness in Poetry (University of Iowa Press, 1994), Premonitions: The Kaya Anthology of New Asian North American Poetry, (Kaya Production, 1995), I Feel a Little Jumpy around Você (Simon & Schuster, 1996), Que livro!? : Poemas Budistas de Beats a Hiphop (Parallax Press 1998) e Alfabetos Americanos (Oberlin College Press, 2006).
Ele foi professor visitante de Hurst na Universidade de Washington em St. Louis, artista visitante de Doenges no Mary Baldwin College e realizou residências na Brown University, no Bard College e na Naropa University. Ele é professor emérito do Institute of American Indian Arts, é o primeiro poeta laureado de Santa Fé e ganhou três bolsas da Witter Bynner Foundation for Poetry.[carece de fontes?]
Em 2012, Sze foi eleito Chanceler da Academia de Poetas Americanos.

### Recepção
O poeta Jackson Mac Low disse: "A palavra 'compaixão' é muito usada, e 'clareza' nem tanto, mas Arthur Sze é verdadeiramente um poeta de clareza e compaixão." O revisor do Albuquerque Journal, John Tritica: comentou que Sze "reside em algum lugar na interseção da contemplação taoísta, dos jardins de pedras Zen e da experimentação pós-moderna". O crítico RW French observa que os poemas de Sze "são complexos em pensamento e percepção; na linguagem, entretanto, eles têm a clareza fria da porcelana. A superfície é calma, enquanto as profundezas são ressonantes. Há nesses poemas uma sensação de inevitabilidade, como embora não pudessem ser outra coisa senão o que são. Eles se movem precisamente através de seus padrões como um dançarino, guiado pela disciplina que controla e inspira.

## Vida pessoal
Sze mora em Santa Fé, Novo México, com sua esposa, [./Https://en.%5B?%5D/wiki/Carol_Moldaw Carol Moldaw], e sua filha. Sze também tem um filho de um casamento anterior.

## Prêmios
- Prêmio Lila Wallace-Reader's Digest Writers'
- Bolsa Guggenheim,[8]
- Prêmio Livro Americano
- Prêmio Literário Lannan de Poesia,[9]
- Duas bolsas de Escrita Criativa do National Endowment for the Arts
- Bolsa da Fundação George A. e Eliza Gardner Howard
- Prêmio Western States Book para Tradução.
- Prêmio Jackson de Poesia, 2013 (concedido por Poetas e Escritores) [10]
- Prêmio Nacional do Livro de Poesia, 2019[11]

### Poesia
Coleções
- The Willow Wind. Berkeley, California: Rainbow Zenith Press. 1972
  - The Willow Wind: Poems and Translations from the Chinese. Santa Fe, New Mexico: Tooth of Time Books. 1981
- Two Ravens. Guadalupita, New Mexico: Tooth of Time Publications. 1976
  - Two Ravens: Poems and Translations from the Chinese Revis ed. Santa Fe, New Mexico: Tooth of Time Books. 1984. ISBN 978-0-940510-09-8
- Dazzled. Point Reyes Station, California: Floating Island Publications. 1982. ISBN 978-0-912449-07-4
- River River. Providence, Rhode Island: Lost Roads Publishers. 1987. ISBN 978-0-918786-35-7
- Archipelago. Port Townsend, Washington: Copper Canyon Press. 1995. ISBN 9781556591006
- The Redshifting Web: Poems 1970–1998. Port Townsend, Washington: Copper Canyon Press. 1998. ISBN 9781556590887
- Quipu. Port Townsend, Washington: Copper Canyon Press. 2005. ISBN 9781556592263
- The Ginkgo Light. Port Townsend, Washington: Copper Canyon Press. 2009. ISBN 9781556592997
- Compass Rose. Port Townsend, Washington: Copper Canyon Press. 2014. ISBN 9781556594670
- Sight Lines. Port Townsend, Washington: Copper Canyon Press. 2019. ISBN 978-1-55659-559-2
- Starlight Behind Daylight. Afton, Virginia: St Brigid Press. 2020[12]

Traduções
- The Silk Dragon: Translations of Chinese Poetry. Port Townsend, Washington: Copper Canyon Press. 2001. ISBN 978-1-55659-153-2

Em antologia
- Tuckey, Melissa, ed. (2018). «After a New Moon». Ghost Fishing: An Eco-Justice Poetry Anthology. Athens, Georgia: University of Georgia Press. ISBN 978-0-8203-5315-9

### Como editor
- Escritores chineses sobre escrita . Ed. Arthur Sze. ( Trinity University Press, 2010).